# Flughafen Ahvaz

i7
i11
i13
Der Flughafen Ahvaz (persisch فرودگاه بین‌المللی اهواز, englisch Ahvaz International Airport, (IATA-Code: AWZ, ICAO-Code: OIAW)) liegt in Ahvaz, Iran. Es bietet Flüge zu inländischen Zielen sowie zu regionalen internationalen Zielen wie Dubai, Istanbul und Kuwait.

## Zwischenfälle
Am 13. April 1970 kam eine Douglas DC-3 von der Landebahn ab. Kurz nach dem Start riss die Strömung ab. Der linke Flügel berührte den Boden und das Flugzeug kam von der Bahn ab. Beide Motoren fingen Feuer, konnten aber gelöscht werden.